# Kai Wolters
Kai Wolters (* 1971) ist deutscher Schauspieler, Regisseur, Disponent und Autor.

## Leben
Nach seiner Münchener Schauspiel-Ausbildung ging Kai Wolters, Urenkel von Richard Schiller, in Engagements nach Weilheim (Theatersommer unter der Leitung von Cordula Trantow), an das Fränkische Theater Schloss Maßbach und schließlich nach Neuss, wo er von 1998 bis 2020 als Schauspieler, Regisseur, Autor, Disponent und Referent der Theaterleitung am Rheinischen Landestheater Neuss tätig war. Seit Juli 2020 gehört er zum Team Schauspiel/Bühne der ZAV-Künstlervermittlung in Köln.

## Inszenierungen
- 1992: Die Befristeten (Elias Canetti), Kelkheim/Taunus
- 1993: Die Physiker (Friedrich Dürrenmatt), Kelkheim/Taunus
- 1994: Endspiel (Samuel Beckett), Kelkheim/Taunus
- 1999: Berlin, 9. November (Pierre Bourgeade), Uraufführung, Landestheater Neuss, Studio Wolberostraße
- 1999: Wieder scheitern, besser scheitern, Beckett-Projekt, Landestheater Neuss, Studio Wolberostraße
- 2001: Pippi in Taka-Tuka-Land (Astrid Lindgren) Festspiele Balver Höhle
- 2002: Die Schöne und das Biest (Kai Wolters nach Jeanne-Marie Leprince de Beaumont), Festspiele Balver Höhle
- 2003: Die lustigen Nibelungen (Rideamus, Oscar Straus), Burleske Operette, Lt. Neuss, Studio Oberstraße
- 2003: Papa platzt (Werner Klockow), Rheinisches Landestheater Neuss / EnervéMonologe am theater Aachen
- 2007: Schaumschläger (Eine One-Man-Koch-Show) (Kai Wolters), Landestheater Neuss, Foyer
- 2007: Kulinarisches Gelichter (Horst Lichter / Kai Wolters), Landestheater Neuss, Schauspielhaus
- 2009: LateNight: Fuckin'Xmas, Landestheater Neuss, Foyer
- 2010: LateNight: Frühlingsrausch, Landestheater Neuss, Foyer
- 2010: LateNight: Wir im Finale, Landestheater Neuss, Foyer
- 2011: BlindDate: lieben tut weh!, Landestheater Neuss, Foyer
- 2011: BlindDate: festgeliebt! – geliebtes Fest, Landestheater Neuss, Foyer
- 2012: BlindDate: liebst du noch oder baust du schon?, Landestheater Neuss, Foyer
- 2012: BlindDate: LIEBE – SUCHT – EIFER – SUCHT, Landestheater Neuss, Foyer
- 2012: BlindDate: finale furioso, Landestheater Neuss, Foyer
- 2012: Auszeit! – Ein musikalischer Seelenritt, (Co-Autor mit Walter Kiesbauer, Regie: Walter Kiesbauer) Landestheater Neuss, Schauspielhaus
- 2013: Kalif Storch, Theater Baden-Baden
- 2016: Harry, hol schon mal den Wagen (Kai Wolters, Uraufführung), Landestheater Neuss, Studio
- 2016: Mordsgier (Kai Wolters, Uraufführung), Landestheater Neuss, Studio
- 2018: NippleJesus (Nick Hornby), Landestheater Neuss